# Вињага (Виченца)
Вињага је насеље у Италији у округу Виченца, региону Венето.
Према процени из 2011. у насељу је живело 220 становника. Насеље се налази на надморској висини од 323 м.